# كمالية قفقاسية
الكَمَالِيَة القَفْقَاسِيَّة (نسبة إلى القفقاس، أي القوقاز) نوع نبات عشبي من جنس الكمالية من الفصيلة الوردية، اسمه العلمي Alchemilla erythropoda. تكثر الكمالية القفقاسية في منطقة القوقاز وأوروبا الشرقية وتركيا وشمال غربي إيران.